# Saison 2018-2019 du Dundee FC
Maillots
Chronologie
Saison précédente Saison suivante
La saison 2018–2019 est la cinquième saison consécutive de Dundee au sein de l'élite du football écossais après la promotion du club à la fin de la saison 2013–2014,. Dundee a également participé à la Coupe de la Ligue et à la Coupe d'Écosse. Le 4 mai, Dundee est relégué en Championship.

## Résumé de la saison
Paul McGowan, joueur de Dundee, a reconnu devant le tribunal avoir craché sur un videur à la sortie d'une boîte de nuit après la remise des prix de la saison précédente. L'entraîneur Neil McCann a admis qu'il n'y avait « aucun point positif » à retenir de la défaite lors du deuxième match de groupe de la League Cup contre Dunfermline Athletic (1-0). Dundee est éliminé du deuxième tour de la League Cup par Ayr United. L'entraîneur Neil McCann déclare que « le score de 3-0 est flatteur pour nous ». Neil McCann déclare qu'il s'agit d'un « coup dur » après la défaite de Dundee contre Hibernian, leur sixième défaite consécutive en championnat, les laissant en dernière position, en ayant inscrit aucun point. Le 16 octobre, McCann est démis de ses fonctions, avec son adjoint Graham Gartland et laissant le club à la dernière place du championnat, avec 7 défaites en 8 matches de championnat. Le 17 octobre, le club annonce que Jim McIntyre était son nouvel entraîneur. Les débuts de Jim à la tête de Dundee sont difficiles : l'équipe perd quatre matchs d'affilée, encaissant 13 buts et n'en marquant aucun dans l'intervalle. En commençant par un match nul à domicile contre une autre équipe luttant pour son maintien, St Mirren, Dundee poursuit sa série d'invincibilité, rattrapant un retard de deux buts pour faire match nul à Easter Road et en remportant une victoire décisive 4-0 sur Hamilton Accies. Cependant, ils ne remportent pas de nouveau match jusqu'à la fin de la trêve hivernale, face au Hearts. Dundee est également liminé de la Coupe d'Écosse en s'inclinant 3-0 lors d'un match à rejouer contre le Queen of the South. Dundee termine la phase de préparation en perdant 7 matchs, ce qui constitue la pire série de la saison en championnat. Cette série de défaites se poursuit après la trêve, et le club est relégué le 4 mai lors d'une défaite 1-0 contre Hamilton Academical, l'ancien joueur de Dundee United Tony Andreu marquant le but de la victoire à la 83e minute après un penalty concédé par Ryan McGowan. Cette défaite est la dixième d'affilée, la pire série de défaites en Premiership depuis 15 ans. Le 12 mai, Jim McIntyre et son adjoint Jimmy Boyle sont licenciés par le club. L'ancien joueur et entraîneur de l'équipe réserve James McPake est nommé en intérim pour le dernier match contre St Mirren. Darren O'Dea joue également son dernier match professionnel contre St Mirren, mais est expulsé après seulement 22 minutes de jeu, pour une défaite 2-3.

## Competitions

### Premiership
| Date               | Heure | Adversaire          | Résultat | Buteurs pour Dundee                     | Stade                          | Affluence | Arbitre        |
| ------------------ | ----- | ------------------- | -------- | --------------------------------------- | ------------------------------ | --------- | -------------- |
| 4 août 2018        | 15:00 | St Mirren           | 1 - 2    | Elton Ngwatala 12e                      | St. Mirren Park, Paisley       | 5 470     | Alan Muir      |
| 11 août 2018       | 15:00 | Aberdeen            | 0 - 1    |                                         | Dens Park, Dundee              | 7 581     | Bobby Madden   |
| 25 août 2018       | 15:00 | St Johnstone        | 0 - 1    |                                         | McDiarmid Park, Perth          | 4 259     | Steven McLean  |
| 1er septembre 2018 | 15:00 | Motherwell          | 1 - 3    | Källman 71e                             | Dens Park, Dundee              | 5 137     | Gavin Duncan   |
| 15 septembre 2018  | 15:00 | Rangers             | 0 - 4    |                                         | Ibrox Stadium, Glasgow         | 50 130    | Kevin Clancy   |
| 22 septembre 2018  | 15:00 | Hibernian           | 0 - 3    |                                         | Dens Park, Dundee              | 6 076     | Andrew Dallas  |
| 29 septembre 2018  | 15:00 | Hamilton Academical | 2 - 0    | Boyle 38e, Madianga 90+3e               | New Douglas Park, Hamilton     | 1 788     | William Collum |
| 6 octobre 2018     | 15:00 | Kilmarnock          | 1 - 2    | Adil Nabi 10e                           | Dens Park, Dundee              | 5 158     | Steven McLean  |
| 20 octobre 2018    | 15:00 | Livingston          | 0 - 4    |                                         | Almondvale Stadium, Livingston | 2 137     | Nick Walsh     |
| 23 octobre 2018    | 19:45 | Heart of Midlothian | 0 - 3    |                                         | Dens Park, Dundee              | 6 112     | Craig Thomson  |
| 31 octobre 2018    | 19:45 | Celtic              | 0 - 5    |                                         | Dens Park, Dundee              | 7 960     | Alan Muir      |
| 3 novembre 2018    | 15:00 | Motherwell          | 0 - 1    |                                         | Fir Park Stadium, Motherwell   | 4 129     | Alan Muir      |
| 10 novembre 2018   | 15:00 | St Mirren           | 1 - 1    | Miller 33e                              | Dens Park, Dundee              | 5 552     | Bobby Madden   |
| 24 novembre 2018   | 15:00 | Hibernian           | 2 - 2    | Miller 45+1e, McGowan 47e               | Easter Road, Édimbourg         | 16 190    | Greg Aitken    |
| 5 décembre 2018    | 19:45 | Hamilton Academical | 4 - 0    | Miller 27e (51) 81e, Curran 69e         | Dens Park, Dundee              | 4 426     | John Beaton    |
| 9 décembre 2018    | 13:30 | Rangers             | 1 - 1    | Miller 9e                               | Dens Park, Dundee              | 8 578     | Alan Muir      |
| 15 décembre 2018   | 15:00 | Kilmarnock          | 1 - 3    | Miller 90+1e                            | Rugby Park, Kilmarnock         | 4 668     | Kevin Clancy   |
| 18 décembre 2018   | 19:45 | Aberdeen            | 1 - 5    | Miller 68e                              | Pittodrie Stadium, Aberdeen    | 13 142    | Nick Walsh     |
| 22 décembre 2018   | 15:00 | Celtic              | 0 - 3    |                                         | Celtic Park, Glasgow           | 57 234    | Euan Anderson  |
| 26 décembre 2018   | 15:00 | Livingston          | 0 - 0    |                                         | Dens Park, Dundee              | 4 905     | Bobby Madden   |
| 29 décembre 2018   | 15:00 | St Johnstone        | 0 - 2    |                                         | Dens Park, Dundee              | 6 868     | Don Robertson  |
| 23 janvier 2019    | 19:45 | Heart of Midlothian | 2 - 1    | Kusunga 24e, Nelson 62e                 | Tynecastle Stadium, Édimbourg  | 15 518    | John Beaton    |
| 26 janvier 2019    | 15:00 | Motherwell          | 0 - 1    |                                         | Dens Park, Dundee              | 4 887     | William Collum |
| 2 février 2019     | 15:00 | Hamilton Academical | 1 - 1    |                                         | New Douglas Park, Hamilton     | 2 297     | Euan Anderson  |
| 6 février 2019     | 19:45 | Kilmarnock          | 2 - 2    | Nelson 8e (20)                          | Dens Park, Dundee              | 4 694     | Kevin Clancy   |
| 16 février 2019    | 15:00 | Livingston          | 2 - 1    | Nelson 54e, Wright 82e                  | Almondvale Stadium, Livingston | 2 321     | Greg Aitken    |
| 23 février 2019    | 15:00 | Hibernian           | 2 - 4    | McGowan 35e, Woods 79e                  | Dens Park, Dundee              | 6 450     | John Beaton    |
| 27 février 2019    | 19:45 | Rangers             | 2 - 4    |                                         | Ibrox Stadium, Glasgow         | 48 859    | Don Robertson  |
| 9 mars 2019        | 15:00 | Heart of Midlothian | 0 - 1    |                                         | Dens Park, Dundee              | 5 667     | Nick Walsh     |
| 16 mars 2019       | 15:00 | Celtic              | 0 - 1    |                                         | Dens Park, Dundee              | 7 608     | Bobby Madden   |
| 30 mars 2019       | 15:00 | St Mirren           | 1 - 2    |                                         | St. Mirren Park, Paisley       | 6 733     | William Collum |
| 3 avril 2019       | 19:45 | St Johnstone        | 0 - 2    |                                         | McDiarmid Park, Perth          | 3 767     | Greg Aitken    |
| 6 avril 2019       | 15:00 | Aberdeen            | 0 - 2    |                                         | Dens Park, Dundee              | 6 593     | Andrew Dallas  |
| 20 avril 2019      | 15:00 | St Johnstone        | 0 - 2    |                                         | McDiarmid Park, Perth          | 3 946     | Alan Muir      |
| 27 avril 2019      | 15:00 | Motherwell          | 3 - 4    | Woods 11e (pen.), Robson 22e, Ralph 52e | Fir Park Stadium, Motherwell   | 3 662     | Kevin Clancy   |
| 4 mai 2019         | 15:00 | Hamilton Academical | 0 - 1    |                                         | Dens Park, Dundee              | 4 622     | Nick Walsh     |
| 11 mai 2019        | 15:00 | Livingston          | 1 - 0    | Miller 11e                              | Almondvale Stadium, Livingston | 1 374     | Alan Newlands  |
| 18 mai 2019        | 12:30 | St Mirren           | 2 - 3    | Kerr 14e, Wright 74e                    | Dens Park, Dundee              | 5 595     | Alan Muir      |

### Scottish Cup
| Tour            | Date            | Heure | Adversaire         | Résultat | Buteurs pour Dundee | Stade                     | Affluence | Arbitre       |
| --------------- | --------------- | ----- | ------------------ | -------- | ------------------- | ------------------------- | --------- | ------------- |
| Quatrième Tour  | 19 janvier 2019 | 15:00 | Queen of the South | 1 - 1    | Curran 45e          | Dens Park, Dundee         | 2 728     | Kevin Clancy  |
| Match à rejouer | 29 janvier 2019 | 19:45 | Queen of the South | 0 - 3    |                     | Palmerston Park, Dumfries | 1 421     | Steven McLean |

### League Cup

#### Phase de groupes
| Groupe   | Date            | Heure | Adversaire           | Résultat | Buteurs pour Dundee                     | Stade                       | Affluence | Arbitre       |
| -------- | --------------- | ----- | -------------------- | -------- | --------------------------------------- | --------------------------- | --------- | ------------- |
| Groupe D | 14 juillet 2018 | 15:00 | Stirling Albion      | 4 - 0    | Moussa 39e (57), Mendy 63e, Wighton 69e | Forthbank Stadium, Stirling | 1 400     | Gavin Ross    |
| Groupe D | 22 juillet 2018 | 15:00 | Dunfermline Athletic | 0 - 1    |                                         | Dens Park, Dundee           | 2 870     | Bobby Madden  |
| Groupe D | 25 juillet 2018 |       | Peterhead            | 2 - 0    | Madianga 49e, Mendy 90+3e               | Balmoor Stadium, Peterhead  | 934       | Euan Anderson |
| Groupe D | 28 juillet 2018 |       | Brechin City         | 2 - 0    | Spence 11e, McGowan 59e                 | Dens Park, Dundee           | 2 058     | Kevin Clanvy  |

#### Phase à élimination directe
| Tour        | Date         | Heure | Adversaire | Résultat | Buteurs pour Dundee | Stade             | Affluence | Arbitre     |
| ----------- | ------------ | ----- | ---------- | -------- | ------------------- | ----------------- | --------- | ----------- |
| Second tour | 18 août 2018 |       | Ayr United | 0 - 3    |                     | Dens Park, Dundee | 3 151     | John Beaton |

## Statistiques de l'équipe

### Apparitions
Au 18 mai 2019
| 1                                                 | GB  |  | Jack Hamilton        | 20 | 0 | 17    | 0 | 0   | 0 | 3   | 0 |
| 2                                                 | DF  |  | Cammy Kerr           | 34 | 1 | 27+1  | 1 | 2   | 0 | 4   | 0 |
| 3                                                 | DF  |  | Nathan Ralph         | 32 | 1 | 25    | 1 | 3   | 0 | 3+1 | 0 |
| 4                                                 | MF  |  | Martin Woods         | 25 | 2 | 22+2  | 2 | 1   | 0 | 0   | 0 |
| 5                                                 | DF  |  | Genséric Kusunga     | 29 | 1 | 22+2  | 1 | 2   | 0 | 3   | 0 |
| 6                                                 | DF  |  | Darren O'Dea         | 23 | 0 | 21+1  | 0 | 1   | 0 | 0   | 0 |
| 7                                                 | MF  |  | John O'Sullivan      | 11 | 0 | 6+5   | 0 | 0   | 0 | 0   | 0 |
| 10                                                | ATT |  | Scott Wright         | 13 | 3 | 11+2  | 3 | 0   | 0 | 0   | 0 |
| 12                                                | GB  |  | Elliot Parish        | 7  | 0 | 5     | 0 | 0   | 0 | 2   | 0 |
| 15                                                | DF  |  | Ryan McGowan         | 14 | 0 | 14    | 0 | 0   | 0 | 0   | 0 |
| 16                                                | MF  |  | Ethan Robson         | 13 | 2 | 12+1  | 2 | 0   | 0 | 0   | 0 |
| 17                                                | ATT |  | Andy Dales           | 12 | 0 | 8+2   | 0 | 1+1 | 0 | 0   | 0 |
| 18                                                | MF  |  | Paul McGowan         | 36 | 3 | 23+7  | 2 | 2   | 0 | 4   | 1 |
| 19                                                | MF  |  | Benjamin Källman     | 19 | 1 | 11+7  | 1 | 0   | 0 | 0+1 | 1 |
| 20                                                | ATT |  | Kenny Miller         | 34 | 8 | 21+11 | 8 | 2   | 0 | 0   | 0 |
| 21                                                | ATT |  | Andrew Nelson        | 14 | 4 | 9+3   | 4 | 1+1 | 0 | 0   | 0 |
| 23                                                | ATT |  | Craig Curran         | 16 | 0 | 11+3  | 0 | 2   | 0 | 0   | 0 |
| 24                                                | DF  |  | Josh Meekings        | 9  | 0 | 4     | 0 | 0   | 0 | 5   | 0 |
| 27                                                | MF  |  | Jesse Curran         | 40 | 2 | 24+10 | 1 | 1   | 1 | 3+2 | 0 |
| 28                                                | MF  |  | Andreas Hadenius     | 3  | 0 | 3     | 0 | 0   | 0 | 0   | 0 |
| 29                                                | MF  |  | James Horsfield      | 11 | 0 | 10+1  | 0 | 0   | 0 | 0   | 0 |
| 31                                                | GB  |  | Seny Dieng           | 18 | 0 | 16    | 0 | 2   | 0 | 0   | 0 |
| 42                                                | MF  |  | Max Anderson         | 0  | 0 | 0     | 0 | 0   | 0 | 0   | 0 |
| 43                                                | DF  |  | Brian Rice           | 0  | 0 | 0     | 0 | 0   | 0 | 0   | 0 |
| 45                                                | MF  |  | Callum Moore         | 4  | 0 | 1+2   | 0 | 0+1 | 0 | 0   | 0 |
| 46                                                | ATT |  | Matthew Henvey       | 3  | 0 | 0+1   | 0 | 0   | 0 | 0+2 | 0 |
| 47                                                | MF  |  | Jack Lambert         | 5  | 0 | 0+4   | 0 | 0+1 | 0 | 0   | 0 |
| 52                                                | MF  |  | Finlay Robertson     | 1  | 0 | 1     | 0 | 0   | 0 | 0   | 0 |
| 53                                                | MF  |  | Lyall Cameron        | 0  | 0 | 0     | 0 | 0   | 0 | 0   | 0 |
| 54                                                | MF  |  | Josh Mulligan        | 1  | 0 | 0+1   | 0 | 0   | 0 | 0   | 0 |
| 55                                                | MF  |  | Cameron Dow          | 0  | 0 | 0     | 0 | 0   | 0 | 0   | 0 |
| Joueurs en prêt :                                 |     |  |                      |    |   |       |   |     |   |     |   |
| 21                                                | MF  |  | James Vincent        | 0  | 0 | 0     | 0 | 0   | 0 | 0   | 0 |
| 25                                                | DF  |  | Daniel Jefferies     | 0  | 0 | 0     | 0 | 0   | 0 | 0   | 0 |
| 29                                                | ATT |  | Marcus Haber         | 0  | 0 | 0     | 0 | 0   | 0 | 0   | 0 |
| 34                                                | DF  |  | Kerr Waddell         | 0  | 0 | 0     | 0 | 0   | 0 | 0   | 0 |
| 35                                                | MF  |  | Cedwyn Scott         | 0  | 0 | 0     | 0 | 0   | 0 | 0   | 0 |
| 36                                                | GB  |  | Kyle Gourlay         | 0  | 0 | 0     | 0 | 0   | 0 | 0   | 0 |
| 38                                                | GB  |  | Calum Ferrie         | 0  | 0 | 0     | 0 | 0   | 0 | 0   | 0 |
| Joueurs ayant quitté le club en cours de saison : |     |  |                      |    |   |       |   |     |   |     |   |
| 4                                                 | DF  |  | Steven Caulker       | 5  | 0 | 2     | 0 | 0   | 0 | 2+1 | 0 |
| 7                                                 | MF  |  | Roarie Deacon        | 7  | 0 | 1+4   | 0 | 2   | 0 | 0   | 0 |
| 8                                                 | MF  |  | Glen Kamara          | 19 | 0 | 16+1  | 0 | 0   | 0 | 1+1 | 0 |
| 9                                                 | ATT |  | Sofien Moussa        | 13 | 2 | 4+5   | 0 | 0   | 0 | 3+1 | 2 |
| 10                                                | MF  |  | Elton Ngwatala       | 14 | 1 | 7+2   | 1 | 0   | 0 | 5   | 0 |
| 11                                                | ATT |  | Jean Alassane Mendy  | 11 | 2 | 3+3   | 0 | 0   | 0 | 5   | 2 |
| 14                                                | ATT |  | Adil Nabi            | 14 | 1 | 6+7   | 1 | 0   | 0 | 1   | 0 |
| 15                                                | DF  |  | Ryan Inniss          | 13 | 0 | 9+2   | 0 | 2   | 0 | 0   | 0 |
| 17                                                | DF  |  | Calvin Miller        | 16 | 1 | 15+1  | 1 | 0   | 0 | 0   | 0 |
| 20                                                | ATT |  | Faissal El Bakhtaoui | 0  | 0 | 0     | 0 | 0   | 0 | 0   | 0 |
| 22                                                | MF  |  | Karl Madianga        | 15 | 2 | 9+1   | 1 | 0   | 0 | 4+1 | 1 |
| 23                                                | DF  |  | Andy Boyle           | 13 | 1 | 11+2  | 1 | 0   | 0 | 0   | 0 |
| 28                                                | ATT |  | Lewis Spence         | 17 | 1 | 10+3  | 0 | 0   | 0 | 4   | 1 |
| 33                                                | ATT |  | Craig Wighton        | 8  | 1 | 0+3   | 0 | 0   | 0 | 4   | 1 |

### Buteurs
Au 18 mai 2019
| Classement | Position | Nationalité | Numéro | Nom                 | Championnat | Coupe | Coupe de la Ligue | Total |
| ---------- | -------- | ----------- | ------ | ------------------- | ----------- | ----- | ----------------- | ----- |
| 1          | GB       |             | 9      | Kenny Miller        | 8           | 0     | 0                 | 8     |
| 2          | ATT      |             | 21     | Andrew Nelson       | 4           | 0     | 0                 | 4     |
| 3          | ATT      |             | 10     | Scott Wright        | 3           | 0     | 0                 | 3     |
| 3          | MF       |             | 18     | Paul McGowan        | 2           | 0     | 1                 | 3     |
| 4          | MF       |             | 4      | Martin Woods        | 2           | 0     | 0                 | 2     |
| 4          | ATT      |             | 9      | Sofien Moussa       | 0           | 0     | 2                 | 2     |
| 4          | ATT      |             | 11     | Jean Alassane Mendy | 0           | 0     | 2                 | 2     |
| 4          | MF       |             | 16     | Ethan Robson        | 2           | 0     | 0                 | 2     |
| 4          | MF       |             | 22     | Karl Madianga       | 1           | 0     | 1                 | 2     |
| 4          | MF       |             | 27     | Jesse Curran        | 1           | 1     | 0                 | 2     |
| 5          | MF       |             | 2      | Cammy Kerr          | 1           | 0     | 0                 | 1     |
| 5          | DF       |             | 3      | Nathan Ralph        | 1           | 0     | 0                 | 1     |
| 5          | DF       |             | 5      | Genséric Kusunga    | 1           | 0     | 0                 | 1     |
| 5          | MF       |             | 10     | Elton Ngwatala      | 1           | 0     | 0                 | 1     |
| 5          | ATT      |             | 14     | Adil Nabi           | 1           | 0     | 0                 | 1     |
| 5          | DF       |             | 17     | Calvin Miller       | 1           | 0     | 0                 | 1     |
| 5          | MF       |             | 19     | Benjamin Källman    | 1           | 0     | 0                 | 1     |
| 5          | DF       |             | 23     | Andy Boyle          | 1           | 0     | 0                 | 1     |
| 5          | ATT      |             | 28     | Lewis Spence        | 0           | 0     | 1                 | 1     |
| 5          | ATT      |             | 33     | Craig Wighton       | 0           | 0     | 1                 | 1     |
| TOTALS     | TOTALS   | TOTALS      | TOTALS | TOTALS              | 31          | 1     | 8                 | 40    |

## Statistiques du club

### Classement en championnat
| Rang | Équipe              | Pts | J  | G  | N  | P  | Bp | Bc | Diff |
| ---- | ------------------- | --- | -- | -- | -- | -- | -- | -- | ---- |
| 8    | Motherwell          | 51  | 38 | 15 | 6  | 17 | 46 | 56 | -10  |
| 9    | Livingston          | 44  | 38 | 11 | 11 | 16 | 42 | 44 | -2   |
| 10   | Hamilton Academical | 33  | 38 | 9  | 6  | 23 | 28 | 75 | -47  |
| 11   | St Mirren (O)       | 32  | 38 | 8  | 8  | 22 | 34 | 66 | -32  |
| 12   | Dundee United       | 21  | 38 | 5  | 6  | 27 | 31 | 78 | -47  |

| Joueur              | De                     | Montant |
| ------------------- | ---------------------- | ------- |
| Elton Ngwatala      | Kidderminster Harriers | Gratuit |
| Karl Madianga       | Lokomotiv GO           | Gratuit |
| Jack Hamilton       | Hearts                 | Inconnu |
| Nathan Ralph        | Woking                 | Gratuit |
| Jean Alassane Mendy | Sporting Lokeren       | Gratuit |
| Adil Nabi           | Peterborough United    | Gratuit |
| Kenny Miller        | Livingston             | Gratuit |
| Craig Curran        | Dundee United          | Gratuit |
| Andrew Davies       | Hartlepool United      | Gratuit |
| Andrew Nelson       | Sunderland             | Inconnu |

| Joueur               | Vers                 | Montant      |
| -------------------- | -------------------- | ------------ |
| Jon Aurtenetxe       | Amorebieta           | Gratuit      |
| Julen Etxabeguren    | Real Unión           | Gratuit      |
| Kevin Holt           | Pafos                | Gratuit      |
| Nicky Low            | Derry City           | Gratuit      |
| Jérémy Malherbe      | Panionios            | Gratuit      |
| Mark O'Hara          | Peterborough United  | Compensation |
| Randy Wolters        | NEC Nimègue          | Gratuit      |
| Kostadin Gadzhalov   | Botev Vratsa         | Gratuit      |
| Faissal El Bakhtaoui | Dunfermline Athletic | Gratuit      |
| Craig Wighton        | Hearts               | Inconnu      |
| Steven Caulker       | Libre                | Gratuit      |
| Jordan Piggott       | Bangor City          | Gratuit      |
| Adil Nabi            | OFI                  | Gratuit      |
| Lewis Spence         | Ross County          | Gratuit      |
| Roarie Deacon        | Sutton United        | Gratuit      |
| Glen Kamara          | Rangers              | £50,000      |
| Karl Madianga        | Libre                | Gratuit      |
| Jean Alassane Mendy  | Libre                | Gratuit      |
| Sofien Moussa        | Concordia Chiajna    | Gratuit      |
| Elton Ngwatala       | Libre                | Gratuit      |
| Marcus Haber         | Pacific FC           | Gratuit      |

| Joueur           | De                   | Montant |
| ---------------- | -------------------- | ------- |
| Benjamin Källman | Inter Turku          | Prêt    |
| Andy Boyle       | Preston North End    | Prêt    |
| Ryan Inniss      | Crystal Palace       | Prêt    |
| Calvin Miller    | Celtic               | Prêt    |
| Seny Dieng       | Queen's Park Rangers | Prêt    |
| Andy Dales       | Scunthorpe United    | Prêt    |
| Andreas Hadenius | Halmstad             | Prêt    |
| James Horsfield  | Scunthorpe United    | Prêt    |
| Scott Wright     | Aberdeen             | Prêt    |
| Ryan McGowan     | Bradford City        | Prêt    |
| John O'Sullivan  | Blackpool            | Prêt    |
| Ethan Robson     | Sunderland           | Prêt    |

| Joueur           | De                   | Montant |
| ---------------- | -------------------- | ------- |
| Calum Ferrie     | Stirling Albion      | Prêt    |
| James Vincent    | Dunfermline Athletic | Prêt    |
| Kerr Waddell     | Greenock Morton      | Prêt    |
| Marcus Haber     | Falkirk              | Prêt    |
| Daniel Jefferies | Partick Thistle      | Prêt    |
| Cedwyn Scott     | Berwick Rangers      | Prêt    |
| Matthew Henvey   | Cowdenbeath          | Prêt    |
| Cedwyn Scott     | Forfar Athletic      | Prêt    |